# Антоновка (Милютинский район)
Антоновка — хутор в Милютинском районе Ростовской области.
Входит в состав Николо-Березовского сельского поселения.

## География

### Улицы
- ул. Адамова,
- ул. Озерная,
- ул. Садовая,
- ул. Сельская,
- ул. Твердохлебовка,
- пер. Власовский.

## Население
| 2010 |
| ---- |
| 135  |

## Достопримечательности
Территория Ростовской области была заселена еще в эпоху неолита. Люди, живущие на древних стоянках и поселениях у рек, занимались в основном собирательством и рыболовством. Степь для скотоводов всех времён была бескрайним пастбищем для домашнего рогатого скота. От тех времен осталось множество курганов с захоронениями  жителей этих мест. Курганы и курганные группы находятся на государственной охране.
Поблизости от территории хутора Антоновки Милютинского района расположено несколько достопримечательностей – памятников археологии. Они охраняются в соответствии с Федеральным законом от 25.06.2002 N 73-ФЗ "Об объектах культурного наследия (памятниках истории и культуры) народов Российской Федерации", Областным законом от 22.10.2004 N 178-ЗС "Об объектах культурного наследия (памятниках истории и культуры) в Ростовской области", Постановлением Главы администрации РО от 21.02.97 N 51 о принятии на государственную охрану памятников истории и культуры Ростовской области и мерах по их охране и др. 
- Курганная группа "Концевой". Состоит из двух курганов. Находится на расстоянии около 6,0 км к ССЗ от хутора Антоновки.
- Курган "Обливной I". Находится на расстоянии около 7,0 км к северо-западу от хутора Антоновки.
- Курганная группа "Обливной II" из четырех курганов. Находится на расстоянии около 1,5 километров к северу от хутора Антоновки[3].